# العلاقات القطرية الليتوانية
العلاقات القطرية الليتوانية هي العلاقات الثنائية التي تجمع بين قطر وليتوانيا.

## مقارنة بين البلدين
هذه مقارنة عامة ومرجعية للدولتين:
| وجه المقارنة                                              | قطر           | ليتوانيا                                                    |
| --------------------------------------------------------- | ------------- | ----------------------------------------------------------- |
| المساحة (كم2)                                             | 11.44 ألف     | 65.30 ألف                                                   |
| عدد السكان (نسمة)                                         | 2.64 مليون    | 2.79 مليون                                                  |
| الكثافة السكانية (ن./كم²)                                 | 230.77        | 42.73                                                       |
| العاصمة                                                   | الدوحة        | فيلنيوس، كاوناس                                             |
| اللغة الرسمية                                             | اللغة العربية | اللغة الليتوانية                                            |
| العملة                                                    | ريال قطري     | ليتاس ليتواني، يورو                                         |
| الناتج المحلي الإجمالي (بليون دولار)                      | 167.61 مليار  | 47.17 مليار                                                 |
| الناتج المحلي الإجمالي (تعادل القوة الشرائية) بليون دولار | 316.40 مليار  | 84.06 مليار                                                 |
| الناتج المحلي الإجمالي الاسمي للفرد دولار أمريكي          | 73.65 ألف     | 14.15 ألف                                                   |
| الناتج المحلي الإجمالي للفرد دولار أمريكي                 | 141.54 ألف    | 27.69 ألف                                                   |
| مؤشر التنمية البشرية                                      | 0.850         | 0.839                                                       |
| رمز المكالمات الدولي                                      | +974          | +370                                                        |
| رمز الإنترنت                                              | .qa           | .lt                                                         |
| المنطقة الزمنية                                           | ت ع م+03:00   | ت ع م+02:00، ت ع م+03:00، أوروبا/فيلنيوس ‏، توقيت شرق أوروبا |

## منظمات دولية مشتركة
يشترك البلدان في عضوية مجموعة من المنظمات الدولية، منها:
| علم المنظمة | اسم المنظمة                               | تاريخ انضمام قطر | تاريخ انضمام ليتوانيا |
| ----------- | ----------------------------------------- | ---------------- | --------------------- |
|             | يونسكو                                    | 27 يناير 1972    | 7 أكتوبر 1991         |
|             | وكالة ضمان الاستثمار متعدد الأطراف        | 22 أكتوبر 1996   | 8 يونيو 1993          |
|             | الأمم المتحدة                             | 21 سبتمبر 1971   | 17 سبتمبر 1991        |
|             | الاتحاد البريدي العالمي                   | ?                | ?                     |
|             | البنك الدولي للإنشاء والتعمير             | 25 سبتمبر 1972   | 6 يوليو 1992          |
|             | الاتحاد الدولي للاتصالات                  | 27 مارس 1973     | 1 يوليو 1923          |
|             | منظمة حظر الأسلحة الكيميائية              | ?                | ?                     |
|             | مؤسسة التمويل الدولية                     | 11 أكتوبر 2008   | 15 يناير 1993         |
|             | المركز الدولي لتسوية المنازعات الاستشارية | 20 يناير 2011    | 5 أغسطس 1992          |
|             | منظمة التجارة العالمية                    | ?                | ?                     |
|             | منظمة الشرطة الجنائية الدولية             | ?                | ?                     |

## وصلات خارجية
- موقع وزارة الخارجية القطرية
- موقع وزارة الخارجية الليتوانية